# Gustav Sundström
Karl Jonas Gustav Sundström, född 31 maj 1991, är en svensk basketspelare (forward) från Södertälje BBK, men basketfostrad i Eos Lund IK i Lund.
Den 195 cm långa Gustav Sundström har spelat i Eos Lund IK i södra herrettan de senaste säsongerna, men skrev kontrakt med Södertälje Kings inför säsongen 2011/12 och har hoppat av sin civilingenjörsutbildning på Lunds universitet för att få chansen i Kings.